# Lagynopteryx laciniosa
Lagynopteryx laciniosa là một loài bướm đêm trong họ Geometridae.